# 2,1-Fruktan:2,1-fruktan 1-fruktoziltransferaza
2,1-Fruktan:2,1-fruktan 1-fruktoziltransferaza (EC 2.4.1.100, 1,2-beta-D-fruktan 1F-fruktoziltransferaza, fruktan:fruktan fruktozil transferaza, FFT, 1,2-beta-fruktan 1F-fruktoziltransferaza, 1,2-beta-D-fruktan:1,2-beta-D-fruktan 1F-beta-D-fruktoziltransferaza, fruktan:fruktan 1-fruktozil transferaza, 2,1-beta-D-fruktan:2,1-beta-D-fruktan 1-beta-D-fruktoziltransferaza) je enzim sa sistematskim imenom (2->1)-beta-D-fruktan:(2->1)-beta-D-fruktan 1-beta-D-fruktoziltransferaza. Ovaj enzim katalizuje sledeću hemijsku reakciju
[beta--fruktozil-(2->1)-]m + [beta--fruktozil-(2->1)-]n {\displaystyle \rightleftharpoons } [beta--fruktozil-(2->1)-]m-1 + [beta--fruktozil-(2->1)-]n+1

## Literatura
- Nicholas C. Price; Lewis Stevens (1999). Fundamentals of Enzymology: The Cell and Molecular Biology of Catalytic Proteins (Third изд.). USA: Oxford University Press. ISBN 019850229X.
- Eric J. Toone (2006). Advances in Enzymology and Related Areas of Molecular Biology, Protein Evolution (Volume 75 изд.). Wiley-Interscience. ISBN 0471205036.
- Branden C; Tooze J. Introduction to Protein Structure. New York, NY: Garland Publishing. ISBN 0-8153-2305-0.
- Irwin H. Segel. Enzyme Kinetics: Behavior and Analysis of Rapid Equilibrium and Steady-State Enzyme Systems (Book 44 изд.). Wiley Classics Library. ISBN 0471303097.
- William P. Jencks (1987). Catalysis in Chemistry and Enzymology. Dover Publications. ISBN 0486654605.

## Spoljašnje veze
- 2,1-fructan:2,1-fructan+1-fructosyltransferase на 